# Saint Lucia Channel
Saint Lucia Channel (fr. Canal de Sainte-Lucie) – kanał morski łączący Morze Karaibskie z otwartym Oceanem Atlantyckim, położony między Martyniką (na północy) a wyspą Saint Lucia (na południu). Ma 17 mil (27 km) szerokości, od 8 mil (13 km) do 13 mil (21 km) długości oraz ponad 500 sążeń (3000 ft; 910 m) głębokości.